# آق‌توپراق، دینار
اکتوپراک، دینار (به لاتین: Aktoprak, Dinar) یک منطقهٔ مسکونی در ترکیه است که در استان افیون قره‌حصار واقع شده‌است.